# Nicolas Vouilloz
Nicolas Vouilloz (Niça, França, 8 de febrer de 1976) és un ciclista de muntanya i pilot de ral·lis francès.
En el món de la bicicleta, ha guanyat en el Campionat Mundial de Ciclisme de Muntanya els anys 1995, 1996, 1997, 1998, 1999, 2001 i 2002, aconseguint la Copa del Món de Descens els anys 1995, 1996, 1998, 1999 i 2000. També fou Campió del Món Júnior els anys 1992, 1993 i 1994. A Europa fou Campió d'Europa de descens júnior l'any 1993 i Campió d'Europa de descens absolut els anys 1994, 1997 i 1998.
Pel que fa als ral·lis, va guanyar el Volant Peugeot francès i la Copa Peugeot de Terra l'any 2003. L'any 2006 guanyà el Campionat de França de Ral·lis amb un Peugeot 307 WRC. A partir de l'any 2007 decidí provar sort a l'Intercontinental Rally Challenge i aconseguí el 2007 el subcampionat per darrere d'Enrique García Ojeda, però guanyant-lo el 2008.

## Palmarès en ciclisme
- 1992
  -  Campió del món júnior en Descens
  -  Campió de França en Descens
- 1993
  -  Campió del món júnior en Descens
  -  Campió d'Europa júnior en Descens
  -  Campió de França en Descens
- 1994
  -  Campió del món júnior en Descens
  -  Campió d'Europa en Descens
  -  Campió de França en Descens
- 1995
  -  Campió del món en Descens
  - 1r a la Copa del món en Descens
- 1996
  -  Campió del món en Descens
  - 1r a la Copa del món en Descens
  -  Campió de França en Descens
- 1997
  -  Campió del món en Descens
  -  Campió d'Europa en Descens
  -  Campió de França en Descens
- 1998
  -  Campió del món en Descens
  -  Campió d'Europa en Descens
  - 1r a la Copa del món en Descens
- 1999
  -  Campió del món en Descens
  - 1r a la Copa del món en Descens
  -  Campió de França en Descens
- 2000
  - 1r a la Copa del món en Descens
- 2001
  -  Campió del món en Descens
  -  Campió de França en Descens
- 2002
  -  Campió del món en Descens